# کاپ-هائیتین

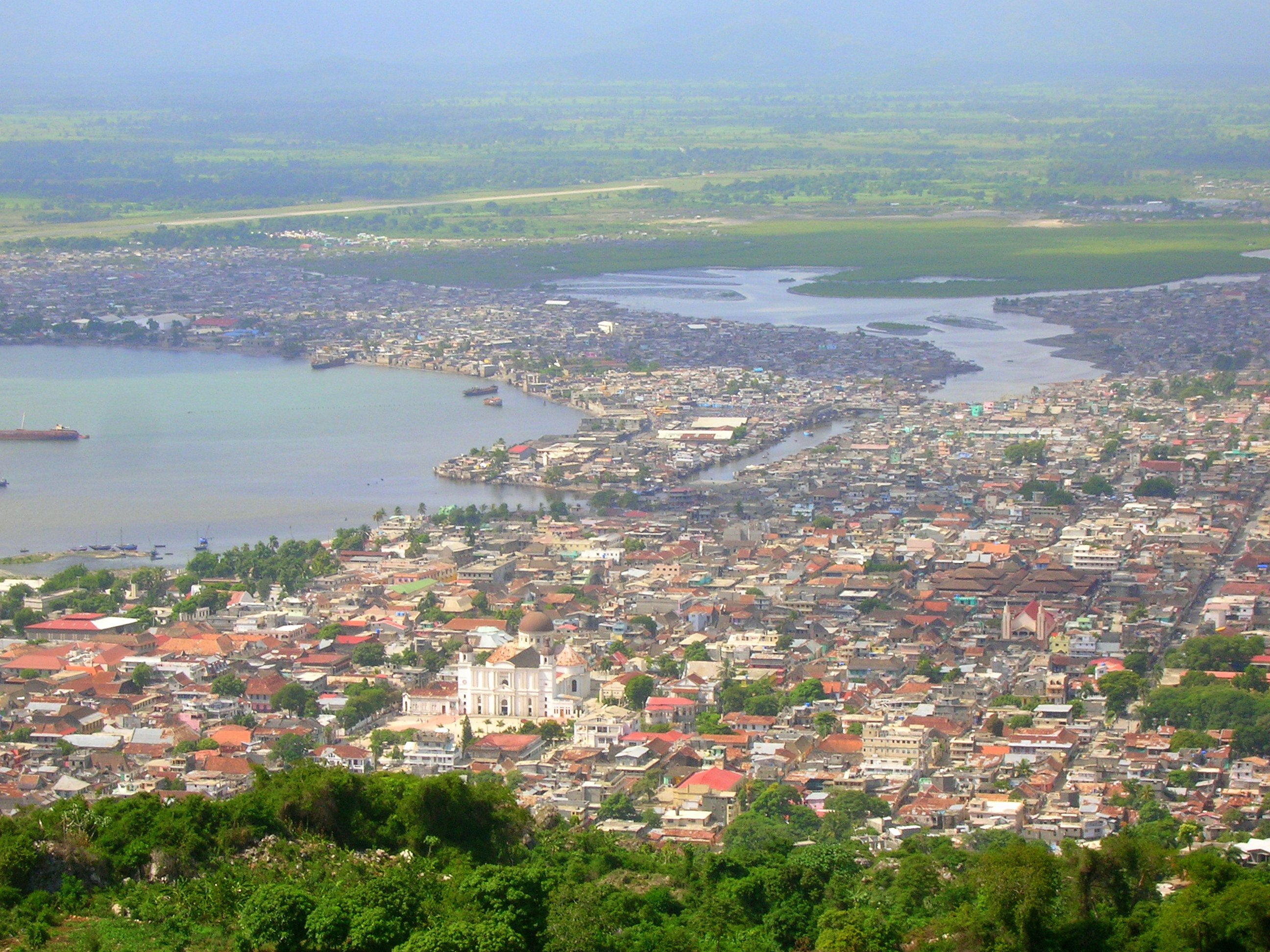
دورنمایی از کاپ-هائیتین.

کاپ-هائیتین (Cap-Haïtien) یکی از شهرهای کشور هائیتی است.
این شهر که در شهرستان کاپ-هائیتین در استان نورد واقع شده در سال ۲۰۰۳ میلادی ۱۸۶٫۲۵۱ نفر جمعیت داشت.
کاپ-هائیتین نزدیک به فلوریدا در ایالات متحده است و از مناطق گردشگری هائیتی به شمار می‌آید.
امروزه به خاطر وضعیت بی‌ثبات سیاسی و اجتماعی در هائیتی شمار گردشگران در این شهر کاهش یافته‌است.

## پیشینه
کریستوف کلمب در تاریخ ۳ ژانویه ۱۴۹۳ سکونتگاهی را به نام لا ناویداد در خاور شهر امروزی کاپ-هائیتین بنا نهاد که این نخستین سکونتگاه بنیادشده توسط اروپاییان در قاره آمریکا پس از روزگار وایکینگ‌ها بود.

## نگارخانه

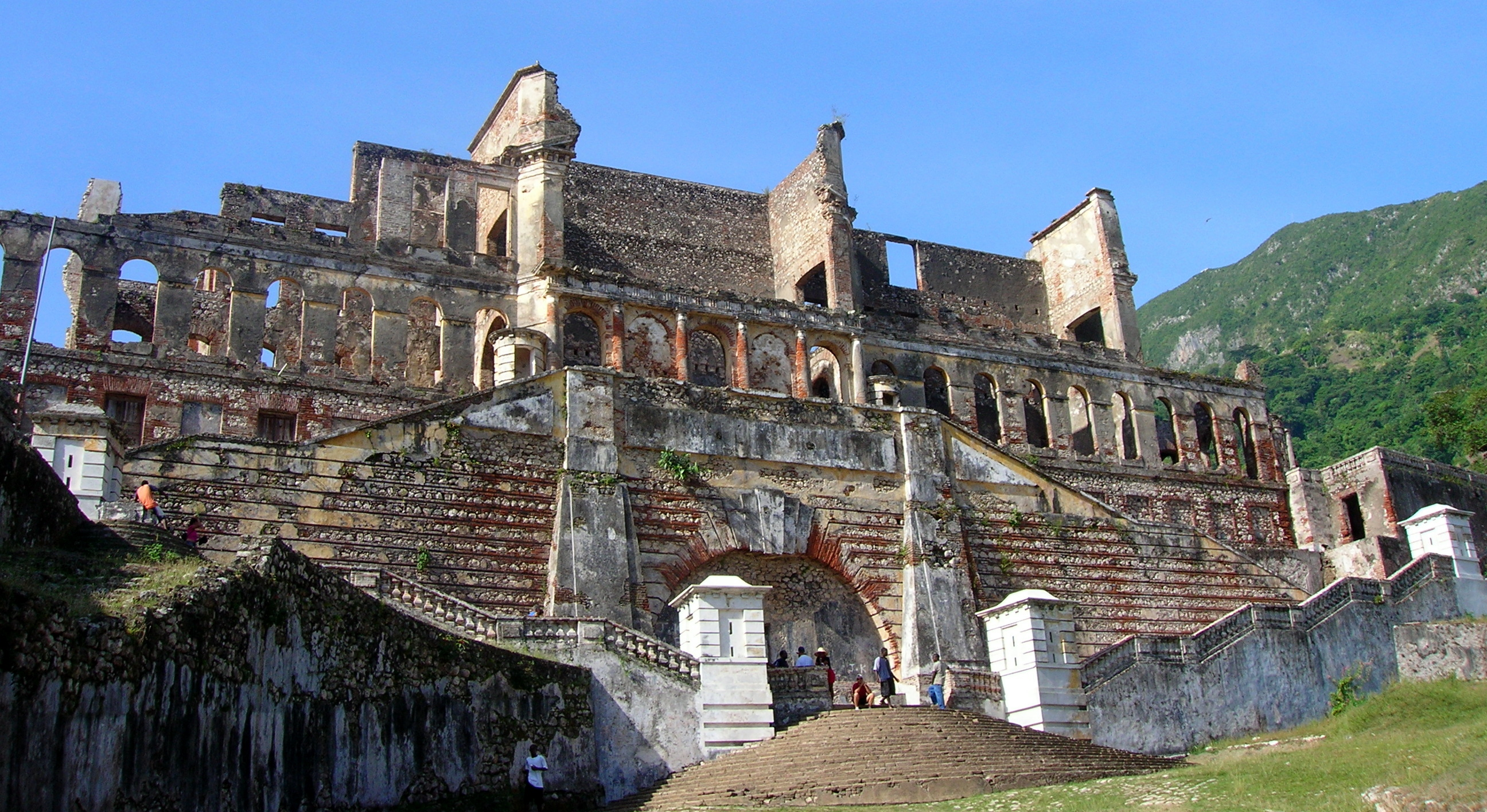
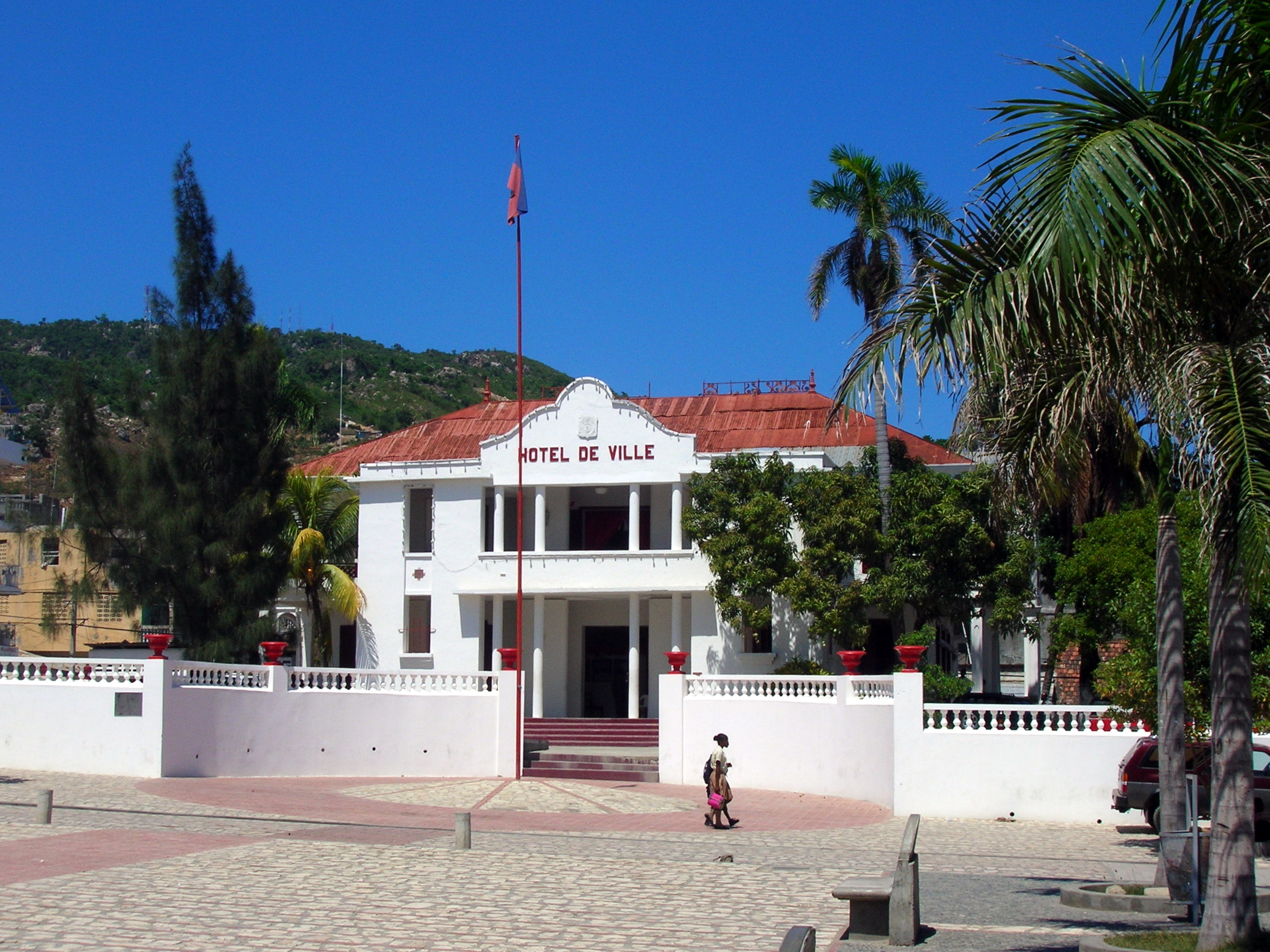
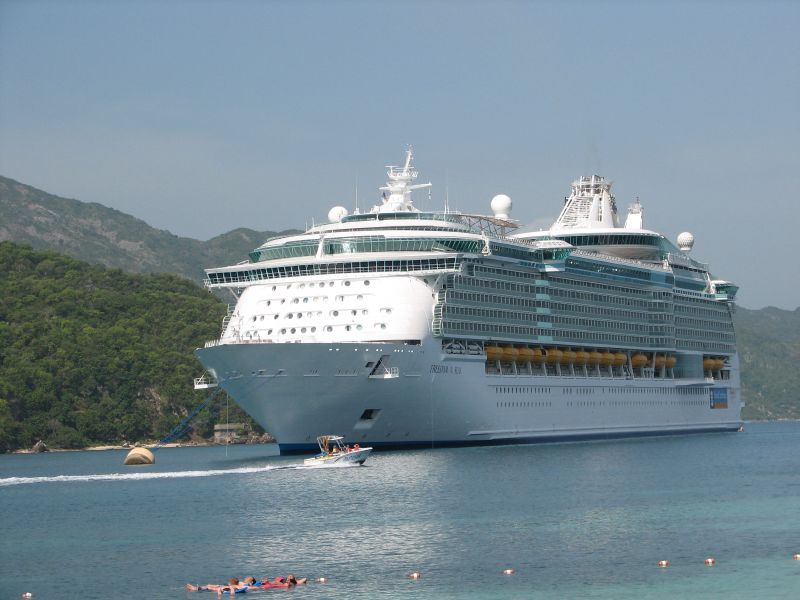

## مشاهیر
- آزوالد دورند